# Projectil planador d'hipervelocitat
Hyper Velocity Gliding Projectile (HVGP) (島嶼防衛用高速滑空弾, Tōsyobōeiyō-kōsoku-kakkūdan) és un hypersonic glide vehicle està pensat per ser utilitzat com a arma hipersònica en la defensa d'illes remotes.

## Disseny i capacitats
L'HVGP està dissenyat com un míssil d'enfrontament capaç d'atacar les forces enemigues que envaeixen illes remotes al Japó des de fora de la zona d'enfrontament d'armes enemigues. El desenvolupament del HVGP es basa en un enfocament incremental, amb el Bloc 1 desenvolupant-se com una versió primerenca basada en la tecnologia existent, seguit del desenvolupament d'un Bloc 2 que millora el rendiment. Tots dos estan dissenyats per al llançament mitjançant un propulsor de coets de propulsor sòlid, amb el projectil separant-se d'ell a gran altitud i després planejant a velocitat hipersònica fins a l'impacte. Al bloc 2, el rendiment de lliscament es millorarà encara més introduint la tecnologia waverider .
La guia de projectils seria proporcionada principalment per la navegació per satèl·lit, amb un sistema de navegació inercial com a suport. Les imatges de radiofreqüència i l'homing d'infrarojos també s'utilitzarien per orientar-se a l'hora d'enganxar objectius en moviment. Les municions especials perforants, capaços de penetrar a la coberta dels portaavions, s'utilitzen per atacar vaixells, i els projectils explosius d'alta densitat (EFP), capaços de suprimir l'àrea, s'utilitzen per atacar objectius terrestres.
Es va estimar que el rang del bloc 1 era d' 300–500 km (160–270 nmi) , però per tal de proporcionar una capacitat de segon cop, l'abast al bloc 2 es va augmentar a 3.000 km.

## Desplegament
El pla de futur és completar el desenvolupament del Bloc 1 l'any 2025 i començar el desplegament l'any 2026, i començar el desplegament del Bloc 2 a la dècada de 2030, desplegant dos batallons a la Força d'Autodefensa Terrestre del Japó. Aquestes bateries s'estan considerant per al desplegament a Hokkaido i Kyushu.
S'està considerant el desenvolupament d'una versió llançada per submarí.